# Луций Скрибоний Либон (претор 80 пр.н.е.)
Вижте пояснителната страница за други личности с името Луций Скрибоний Либон.
Луций Скрибоний Либон (на латински: Lucius Scribonius Libo) е политик и сенатор на Римската република.

## Биография
Произлиза от фамилията Скрибонии, клон Либон.
През 80 пр.н.е. той е претор. Жени се за Сенция от рода Сулпиции и е баща на Скрибония, втората съпруга на Октавиан Август, и на Луций Скрибоний Либон (консул 34 пр.н.е.).
Дядо е на Юлия Стара, която се омъжва за Марк Клавдий Марцел и за Марк Випсаний Агрипа и Тиберий, на Публий Корнелий Сципион (консул 16 пр.н.е.), Корнелия Сципиона, която се омъжва за Павел Емилий Лепид. Дядо е и на Марк Скрибоний Либон Друз (претор 16 г.), Луций Скрибоний Либон (консул 16 г.) и на Скрибония (съпруга на Секст Помпей).